# Datoralgebrasystem
Ett datoralgebrasystem (eng. Computer algebra system, CAS) är ett datorprogram för symbolisk matematik. Dess främsta funktion är att manipulera matematiska uttryck i symbolisk form.

## Datoralgebrasystem
- Geogebra
- Grafritande miniräknare
- Macaulay2
- Maple
- Mathematica
- Maxima
- MuPAD